# Manny Paner
Manuel Paner, detto Manny (Cebu, 17 maggio 1949), è un ex cestista filippino.

## Carriera
Con le Filippine ha disputato i Giochi olimpici di Monaco 1972 e i Campionati del mondo del 1974.